# Pavol Strauss
MUDr. Pavol Strauss (30. srpna 1912 Liptovský Mikuláš – 3. června 1994 Nitra) byl slovenský lékař, filozof, prozaik, esejista a překladatel.

## Životopis
Strauss absolvoval gymnázium v rodišti, kde aktivně působil v samovzdělávacím kroužku M. M. Hodžu. Po maturitě studoval medicínu ve Vídni a studium ukončil v roce 1938 na německé univerzitě v Praze. V letech 1938 – 1939 absolvoval roční vojenskou prezenční službu. Pracoval jako lékař v Palúdzke a Ružomberku. Na katolickou víru konvertoval z židovství v roce 1942. Před skončením války byl v soustředovacím táboře v Novákach. Pak pracoval jako chirurg v Bratislavě a v letech 1946 – 1956 jako primář v Skalici. V letech 1956 – 1982 působil jako chirurg v státní nemocnici v Nitře.

## Dílo
- Die Kanne auf dem Ei, 1936 (básne)
- Schwarze verse, 1937 (básne)
- Všetko je rovnako blízke (Kaleidoskop z cesty po Švajčiarsku), 1946
- Mozaika nádeje. Bratislava, 1948
- Stĺpy. Ružomberok, 1948
- Aforistické diárium. Ružomberok, 1960
- Krížová cesta pre chorých, Ružomberok, 1964
- Postila dneška. Ružomberok, 1965
- Zápisky diletanta. Bratislava, 1968
- Zákruty bez ciest. Bratislava, 1971
- Roztrhnutá opona. Ružomberok, 1972
- Rekviem za živých. Bratislava, 1991
- Nádhera nečakaného. Úsmev nad úsmevom (Myšlienky a aforizmy). Bratislava,1992
- Kvety z popola. Martin, 1992
- Mozaika nádeje (rozšir. vyd.).Bratislava,1992
- Ecce homo. Bratislava,1992
- Tesná brána.Bratislava,1992
- A slovo zdúchal duch. Bratislava,1992
- Krížová cesta (Mozaika meditácií). Bratislava,1993
- Za mostom času. Košice,1993
- Kolíska dôvery. Trnava, 1994
- Odvrátený hlas. Poznámky ku všetkému i k životu. Bratislava,1994
- Torzo ticha. Bratislava,1995
- Život je len jeden, Bratislava. Bratislava, 1996
- Čovek pre nikoho. Bratislava,2000
- Sme mocnejší než čas. Apokalyptické tiene. Bratislava,2005
- Sebrané spisy:
- zv. 1: S výhľadom do nekonečna. Prešov, 2010
- zv. 2: Hudba plaší smrť. Prešov, 2010
- zv. 3: Rekviem za neumieranie. Prešov, 2010
- zv. 4: Skalpelom i perom.
- zv. 5: Ozveny vnútorných hlasov. Prešov, 2010.
- zv. 6: Aforistické iskrenie. Prešov, 2010.
- zv. 7: Život je provizórium.Prešov, 2011.
- zv. 8: Slovenské básne. Prešov, 2011.
- zv. 9: Nemecké básne. Prešov, 2011.
- zv. 10: Preklady a korešpondencia. Prešov, 2012.